# Live in Firenze
Live in Firenze, del 1988, è un album dal vivo, pubblicato anche in DVD, dei Toto.
Il concerto è finora l'unico ufficiale pubblicato con data italiana dei Toto. Nello stesso periodo dell'esibizione a Firenze, il gruppo è stato fra gli ospiti internazionali al Festival di Sanremo. 
Il concerto di Firenze è tratto dalla seconda data delle tre tappe italiane del The Seventh One Wolrd Tour. 
Il concerto è stato diviso in due parti: nella prima vengono eseguiti i tre brani trascinatori dell'album The Seventh One, ovvero Stop Loving You, Pamela e Stay Away, nella seconda vengono proposti i loro tre brani di maggiore successo, ovvero Africa (con anche un assolo di percussioni), Rosanna e Hold the Line. I brani vengono eseguiti con lunga duratura, fino ad ottenere addirittura una delle migliori esibizioni dal vivo del brano Pamela.

## Tracce
1. Stop Loving You - 5:15
2. Stay Away - 6:06
3. Pamela - 9:16
4. Band Introduction - 2:14
5. Africa (Drum solo) - 7:41
6. Rosanna - 7:11
7. Hold the Line - 9:32

## Formazione
- Joseph Williams - voce primaria
- Steve Lukather - chitarra elettrica
- David Paich - tastiera e voce
- Steve Porcaro - tastiera
- Mike Porcaro - basso elettrico
- Jeff Porcaro - batteria
- Warren Ham - sassofono, armonica a bocca e voce
- Luis Contè - percussioni

## Curiosità
Benché vennero trasmessi solo 6 brani, l'intero concerto, dalla durata di più di due ore prevedeva la seguente scaletta:
- Carmen
- Stop Loving You
- I'll Be Over You
- Only The Children
- Guitar Solo
- Dune (Desert Theme)
- Mushanga
- Stay Away
- 99
- Keyboards Solo
- Home Of The Brave
- Africa
- I Won't Hold You Back
- Pamela
- Afraid Of Love
- Lovers In The Night
- White Sister
- Rosanna
- Hold The Line